# 아! 일요일 - 기적의 달리기
《아! 일요일 - 기적의 달리기》는 EBS 1TV에서 일요일 밤 9시 5분에 방송하는 예능 프로그램이다.